# Lasianthus seseensis
Lasianthus seseensis är en måreväxtart som beskrevs av Mary Ruth Fussel Jackson Taylor. Lasianthus seseensis ingår i släktet Lasianthus och familjen måreväxter. Inga underarter finns listade i Catalogue of Life.